# Joseph Halévy

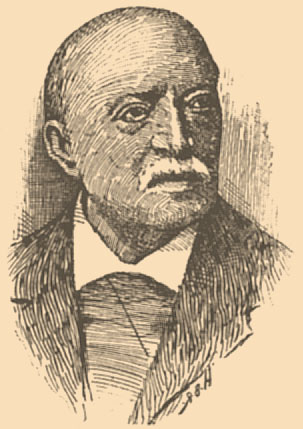
Joseph Halévy

Joseph Halévy (geboren am 15. Dezember 1827 in Edirne; gestorben am 7. Februar 1917 in Paris) war ein französischer Orientalist, Archäologe, Afrika- und Arabienreisender, der insbesondere das Altäthiopische und die altsüdarabischen Sprachen erforschte. Er war ab 1879 Professor für Äthiopistik und Sabäistik an der École pratique des hautes études.

## Leben und Wirken
Joseph Halévy wurde in Adrianopel (Edirne) in Thrakien im damaligen Osmanischen Reich geboren. Er lehrte dort und später in Bukarest an jüdischen Schulen. Mit orientalischen Sprachen und Archäologie befasste er sich zunächst in seiner Freizeit. Um 1865 wurde er französischer Staatsbürger.
Im Auftrag der Alliance Israélite Universelle besuchte er 1868 das nördliche Abessinien, um die Situation der äthiopischen Juden zu untersuchen, mit denen die europäischen Juden bis dahin keinen Kontakt hatten. Durch den Erfolg dieser Expedition wurde die Académie française auf ihn aufmerksam, in deren Auftrag er 1869–1870 den Jemen nach sabäischen Inschriften durchforschte, von denen er 683 nach Frankreich brachte. Diese entzifferte und interpretierte er anschließend, woraus er Rückschlüsse auf die alt-südarabische Sprache und Mythologie zog. Zum Teil (550 Inschriften) waren sie in einer vorher unbekannten Schwestersprache des Sabäischen (dem Minäischen) abgefasst. Von Hodeida aus ging er von Ḥayyim Ḥabshush geführt nach Sana'a, Ma'rib (Saba) und von da nördlich über vorher unbekanntes Gebiet bis Nadschran (seit 1934 im heutigen Saudi-Arabien), etwas unter 18° nördl. Breite, so dass seine Reise auch in geographischer und ethnographischer Hinsicht sehr bedeutend ist.
Halévy war ab 1879 Professor für Äthiopistik und Sabäistik an der École pratique des hautes études (EPHE) sowie Bibliothekar der Société asiatique. Er gründete 1893 die Fachzeitschrift Revue sémitique et d'histoire ancienne. Beachtenswert ist seine Stellung in der Assyriologie, wo er die Auffassung ablehnte, dass die Akkader ein altes asiatisches Kulturvolk seien.
1907 wurde er als korrespondierendes Mitglied in die Russische Akademie der Wissenschaften in Sankt Petersburg aufgenommen. 1909 wurde er als Ritter der Ehrenlegion ausgezeichnet.
Zu Halévys Schülern gehörte Marcel Cohen, der nach seinem Tod den Lehrstuhl für Äthiopistik (später auch für Alt-Südarabisch) an der EPHE übernahm.

## Schriften
- Rapport sur une mission archéologique dans le Yemen. (Paris 1872)
- Essai sur la langue Agaou, le dialect des Falachas. (Paris 1873)
- Voyage au Nedjrân. (1873)
- Études berbères. (1873)
- Mélanges d’épigraphie et d’archéologie sémitiques. (1874)
- Études sabéennes. (1875)
- Études sur la syllabaire cunéiforme .(1876)
- Recherches critiques sur l’origine de la civilisation babylonienne. (1877)
- Essai sur les inscriptions du Safa. (1882)
- Mélanges de critique et d’histoire relatifs aux peuples sémitiques. (1883)
- Introduction au déchiffrement des inscriptions pseudo-hittites. 1893
- Le sumérisme et l’histoire babylonienne. 1901

Werk in Englisch und Judäo-Arabisch
- Travels to Yemen: An Account of Joseph Halévy’s journey to Najran in the year 1870 / Written in Sanʾani Arabic by his Guide Ḥayim Ḥabshush (died 1899). Edited with a detailed Summary in English and a Glossary of Vernacular Words by S. D. Goitein, Hebrew University Press, Jerusalem 1941